# Photedes suffusa
Photedes suffusa là một loài bướm đêm trong họ Noctuidae.